# КВ-100
КВ-100 — дослідний радянський важкий танк періоду німецько-радянської війни 1941—1945 рр.

## Історія
Виготовлення дослідного зразка було пов'язано з опрацьовуванням питання про можливість установки на важкий серійний танк більш потужної зброї, ніж 85-мм танкова гармата. Танк КВ-100 був створений та виготовлений в грудні 1943 року на базі серійного танка КВ-85 та відрізнявся від нього установкою в модернізованій башті 100-мм гармати С-34. У період з 22 по 28 січня 1944 року проходив випробування. На озброєння не приймався через багато недоліків установки озброєння та тісноти розташування екіпажу у башті.